# Schwarzholz (Hohenberg-Krusemark)
Schwarzholz ist ein Ortsteil der Gemeinde Hohenberg-Krusemark im Landkreis Stendal in Sachsen-Anhalt.

## Geographie

### Lage
Schwarzholz, ein Marschhufendorf, liegt rund 18 km nordnordöstlich der Kreisstadt Stendal, 4 Kilometer westlich der Elbe am Elberadweg in der Altmark.
Nachbarorte sind Hindenburg im Westen, Küsel und Starbeck im Nordwesten, Schweinslust und Kirchpolkritz im Nordosten, Tannhäuser und die Wüstung Welborn im Osten und Klein Ellingen im Süden.

### Ortsteilgliederung
Zum Ortsteil gehören neben dem Dorf Schwarzholz:
| - Ausbau - Kirchpolkritz - Küsel - Schweinslust | - Starbeck - Tannhäuser - Welborn, eine Wüstung bei Kirchpolkritz - Wischehöfe |

## Geschichte

### Mittelalter bis Neuzeit
Im Jahre 1157 wurde ein Adelbertus de Swartenholte in Werben als Zeuge in einer Urkunde aufgeführt, in der Albrecht der Bär dem Kloster Ilsenburg das Dorf Polkritz schenkte. 1238 wird der Ort als In Swartenholte iuxta Wisch erstmals selbst erwähnt, als Graf Siegfried von Osterburg Dörfer und Besitz in der Altmark, mit denen er vorher vom St. Ludgerikloster Helmstedt belehnt worden war, dem Abt Gerhard von Werden und Helmstedt überschreibt. Weitere Nennungen sind 1608 das Schwartze Holtz, 1687 Schwartzenholtz und 1804 Dorf und zwei Güter Schwarzholz.
Ernst Haetge wies 1938 auf die Veröffentlichung von Ernst Wollesen über die früheren Besitzer der Gehöfte Rauenthal, den Hoffmannschen Hof, den Kletteschen Hof und die Schäferei Küsel hin.

### Vorgeschichte
Die Grabhügelgruppe zwischen Kirchpolkritz und Schwarzholz ist undatiert. In früheren Sandgruben östlich des Dorfes Schwarzholz wurden zu Beginn den 20. Jahrhunderts Kugelamphoren gefunden.

### Landwirtschaft
Bei der Bodenreform wurden 1945 ermittelt: zwei Besitzungen über 100 Hektar mit zusammen 307 Hektar, 25 Besitzungen unter 100 Hektar mit zusammen 465 Hektar, zwei Kirchenbesitzungen mit zusammen 23 Hektar, zwei Gemeindebesitzungen hatten zusammen einen Hektar Fläche. Enteignet wurden ein Bauernhof und die beiden Rittergüter. Das Rittergut I mit dem Tagelöhnerhaus Dammkath und das Rittergut II wurden 1947 in ein Landesgut überführt, 1949 in ein Volksgut, das später an das Volkseigene Gut „VEG Busch“ als Abteilung angeschlossen wurde. Die beiden Gutshäuser wurden nach 1945 abgerissen.
Im Jahre 1948 hatten aus der Bodenreform 11 Vollsiedler jeder über 5 Hektar und 6 Kleinsiedler jeder unter 5 Hektar erworben. Im Jahre 1953 entstand die erste Landwirtschaftliche Produktionsgenossenschaft vom Typ III, die LPG „Raymonde Dien“. Sie wurde 1954 mit der LPG „Leuchtende Zukunft“ Osterholz zusammengeschlossen.

### Eingemeindungen
Ursprünglich gehörte Dorf und Güter zum Arneburgischen Kreis der Mark Brandenburg in der Altmark. Zwischen 1807 und 1813 lagen sie im Kanton Werben auf dem Territorium des napoleonischen Königreichs Westphalen. Nach weiteren Änderungen gehörten sie ab 1816 zum Kreis Osterburg, dem späteren Landkreis Osterburg.
Am 30. September 1928 wurden die Gutsbezirke Schwarzholz I und Schwarzholz II mit der Landgemeinde Schwarzholz vereinigt.
Am 1. April 1939 erfolgte der Zusammenschluss der Gemeinden Schwarzholz (mit Küsel) und Polkritz zu einer Gemeinde mit dem Namen Schwarzholz. Zur Gemeinde Polkritz gehörten die Wohnplätze Polkritz, Hoher Küsel, Kirch-Polkritz, Tannhäuser. Später wurde das Dorf Polkritz als „Schwarzholz“ bezeichnet. Kirchpolkritz behielt seinen Namen. Somit ist das heutige Schwarzholz das frühere Polkritz.
Am 25. Juli 1952 wurde die Gemeinde Schwarzholz aus dem Landkreis Osterburg in den Kreis Osterburg umgegliedert. Am 1. Juli 1994 kam sie zum heutigen Landkreis Stendal.
Im Jahre 1986 waren vier Ortsteile ausgewiesen:
- Ausbau (heutige Straße „Ausbau“)
- Küsel (heutige Straße „Küsel“)
- Schwarzholz
- VEG Schwarzholz (heutige Straße „VEG“)

Im Jahre 2006 gab es die beiden Ortsteile Schwarzholz und Kirch-Polkritz und nur die vier Wohnplätze Ausbau, Küsel, Schweinslust und Tannhäuser.
Am 1. September 2010 wurde Schwarzholz nach Hohenberg-Krusemark eingemeindet.

### Einwohnerentwicklung
| Jahr | Einwohner |
| ---- | --------- |
| 1734 | 072       |
| 1772 | 021       |
| 1790 | 114       |
| 1798 | 204       |
| 1801 | 170       |
| 1818 | 135       |
| 1840 | 204       |
| 1864 | 224       |

| Jahr | Einwohner |
| ---- | --------- |
| 1871 | 187       |
| 1885 | 136       |
| 1895 | 128       |
| 1900 | [00]130   |
| 1905 | 105       |
| 1910 | [00]097   |
| 1925 | 166       |
| 1939 | 283       |

| Jahr | Einwohner |
| ---- | --------- |
| 1946 | 547       |
| 1964 | 358       |
| 1971 | 303       |
| 1981 | 259       |
| 1993 | 268       |
| 2006 | 255       |
| 2014 | [00]188   |
| 2015 | [00]183   |

| Jahr | Einwohner |
| ---- | --------- |
| 2017 | [00]177   |
| 2018 | [00]182   |
| 2020 | [00]176   |
| 2021 | [00]177   |
| 2022 | [0]178    |
| 2023 | [0]169    |

Quelle, wenn nicht angegeben, bis 2006:

## Politik
Die letzte ehrenamtliche Bürgermeisterin der Gemeinde war Gisela Böhlke.

## Religion
Die evangelischen Christen aus Schwarzholz sind in die Kirchengemeinde Schwarzholz eingepfarrt, die frühere Kirchengemeinde Polkritz, die zur Pfarrei Polkritz bei Hohenberg gehörte. Die Kirchengemeinde Schwarzholz, die am 1. Januar 2005 dem Kirchspiel Walsleben zugeordnet wurde, wird heute betreut vom Pfarrbereich Königsmark im Kirchenkreis Stendal im Bischofssprengel Magdeburg der Evangelischen Kirche in Mitteldeutschland.

## Kultur und Sehenswürdigkeiten

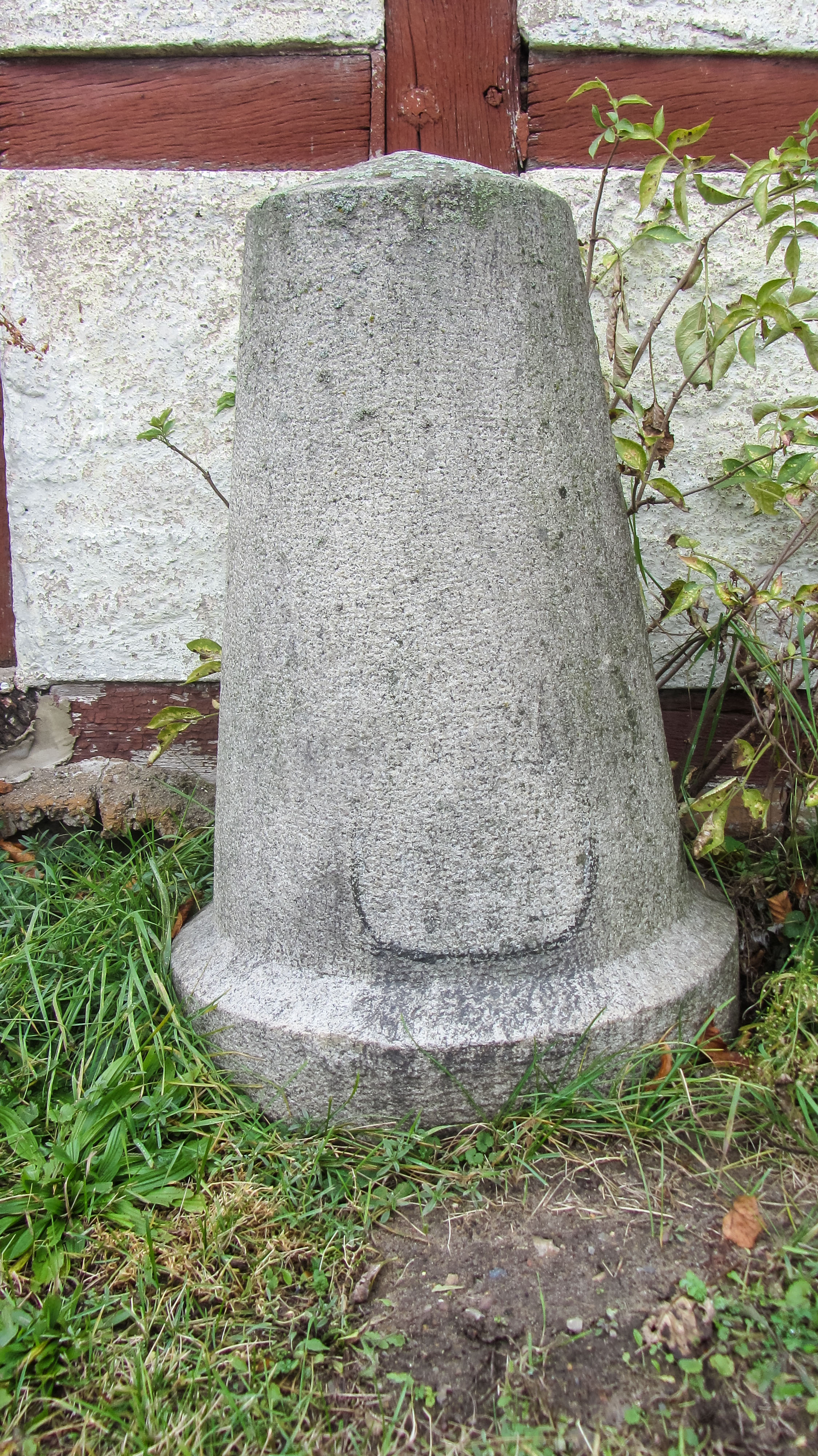
Preußischer Rundsockelstein

Der preußische Rundsockelstein und einige Fachwerkhäuser im Dorf stehen unter Denkmalschutz.

### Kultur
Der „Kulturförderverein Östliche Altmark e. V.“ hat seinen Sitz in Schwarzholz.

## Wirtschaft und Infrastruktur
Wichtigstes Unternehmen im Ort ist die „Agrarproduktiv-Genossenschaft eG“ Schwarzholz. Sie entstand 1990 durch Umwandlung der landwirtschaftlichen Produktionsgenossenschaften LPG (T) Busch, Sitz Behrendorf, LPG Behrendorf, Altenzaun, Sandauerholz und des volkseigenen Gutes VEG Busch.

## Persönlichkeiten
- Friedrich Falke (1871–1948), Agrarwissenschaftler